# 이안니스 크세나키스

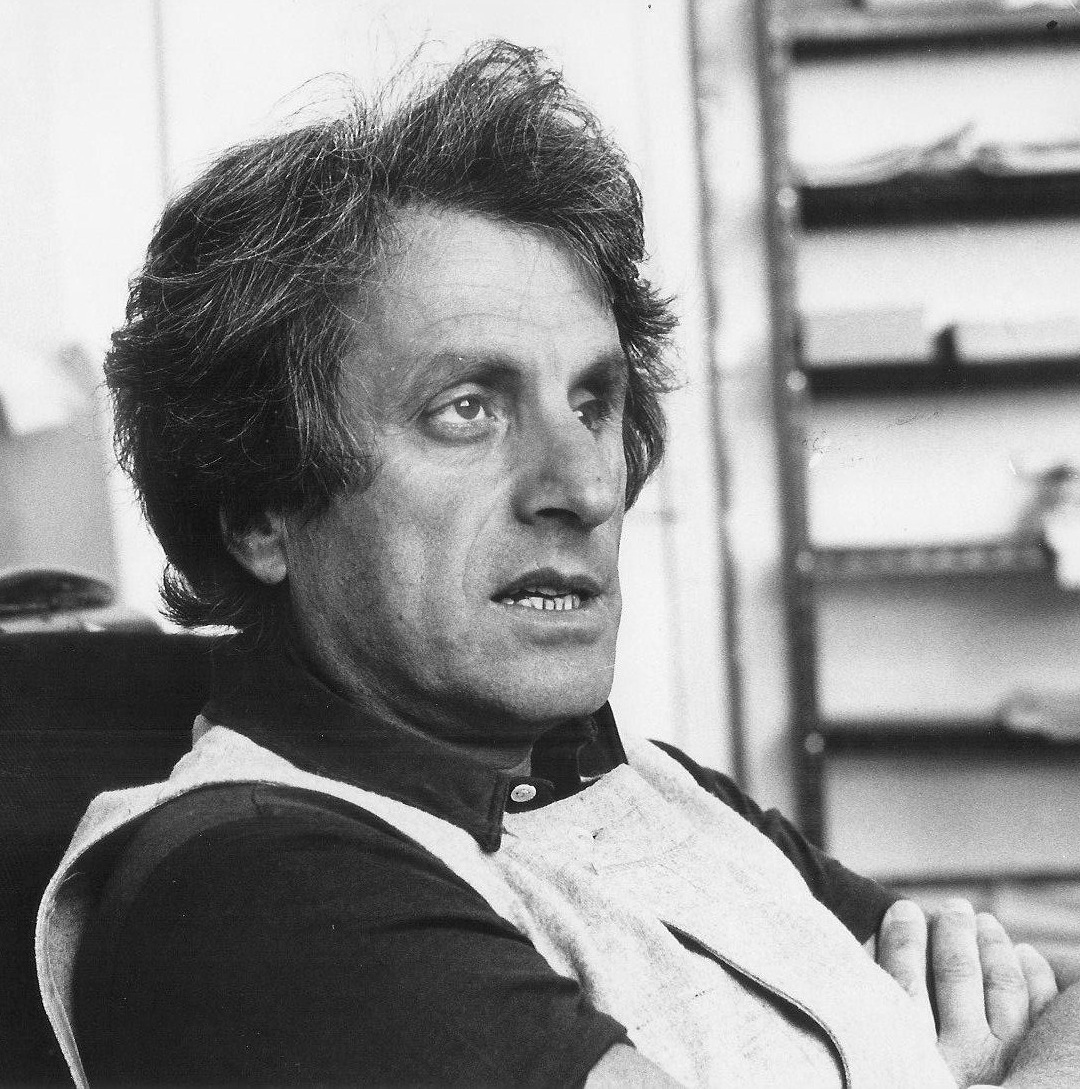
이안니스 크세나키스 (1970)

이안니스 크세나키스(그리스어: Ιάννης Ξενάκης, 1922년 5월 29일 ~ 2001년 2월 4일)는 프랑스에서 활동한 그리스의 작곡가이자 건축가이다.
1999년 폴라음악상을 수상하였다.

## 일대기
크세나키스는 루마니아의 브러일라(Brăila)에서 태어나 아테네에서 건축과 공학을 배웠다. 제2차 세계 대전 때 레지스탕스에 참가했으며, 그리스 내전 때에는 그리스 인민해방군 편에 참전했고, 전쟁에서 한쪽 눈을 다쳐 시력을 잃었다. 전쟁이 끝난 뒤 영국이 점령한 아테네에서 민족주의 운동에 참여하다가 사형 선고를 받았다. 1947년 가짜 여권으로 파리로 탈출해 건축가 르 코르뷔지에와 같이 일했다. 그는 브뤼셀에 있는 Pavillon Philips를 설계했는데, 그곳은 에드가르 바레즈의 작품 《Poème Électronique》를 초연한 곳이다. 크세나키스는 Pavilion을 바탕으로 한, 나중의 그의 대표작이 된 작품 작품 《Metastasis》를 작곡했다.
그가 작곡을 처음 시작했을 때에는 이론적인 배경이 약했고, 대학에 들어갈 자격이 되지 않았기 때문에 개인적으로 화성학과 대위법을 배웠다. 하지만 그의 초기 작품은 거의 이론을 따르지 않았다. 크세나키스가 본격적으로 음악을 배우기 위해 아르튀르 오네게르를 처음 찾아갔을 때 오네게르는 그에게 작품을 피아노로 쳐 보라고 했는데, 오네게르는 작품에 병행 5도와 8도가 있는 것을 듣고 연주를 멈추어 잘못을 지적해 줬다. 크세나키스는 이를 의도적으로 쓴 것이었고 고치려 하지 않았다. 크세나키스는 다시 다리우스 미요한테 찾아갔지만, 미요의 가르치는 방식 역시 너무 제한적이라고 생각했다.
크세나키스는 르 코르뷔지에의 밑에서 일하면서 작곡은 취미로만 했다. 그는 창의적인 예술 감각과 기술으로 큰 프로젝트를 맡았다. 한편 음악가 집안에서 태어난 르 코르뷔지에는 크세나키스가 작곡을 배울 수 있도록 뒷바라지를 했다. 그는 크세나키스와 바레즈가 프랑스에서 가장 뛰어난 작곡가라고 생각했다.
뒷날 크세나키스는 올리비에 메시앙에게 조언을 구하러 갔다. 그는 작곡 공부를 다시 시작해야 하냐고 물었지만 메시앙은 그에게 “자네는 30살밖에 되지 않았고, 그리스인이라는 것, 건축가라는 것, 특별한 수학을 배웠다는 것이 큰 장점이다”며 그를 격려했다. 메시앙 자신도 선배 작곡가들처럼 바로크 양식의 대위법을 적용한 음렬주의 음악을 쓰지 않았다. 크세나키스는 파리 콘소바토리에서 메시앙의 강의를 들었고, 메시앙은 크세나키스만의 음악적 감각을 독려했다.

## 음악
크세나키스는 수학적인 확률 이론을 적용한 전자 음악과 컴퓨터 음악의 선구자로 기억되는데, 그의 작품에 쓰인 분야로는 확률론(《Pithoprakta》에 쓰인 맥스웰-볼츠만 기체 동역학 이론, 《Diamorphoses》에 쓰인 aleatory distribution of points on a plane, 《Achorripsis》에 쓰인 minimal constants, 《ST/10》과 《Atrèes》에 쓰인 정규분포 함수, 《Analogiques》에 쓰인 마르코프 체인), 게임 이론(《Duel》과 《Stratégie》), 군론(《Nomos Alpha》), 불 대수(《Herma》와 《Eonta》) 등이 있다. 확률에 의한 크세나키스의 많은 작품들은, 자신의 말에 따르면, “a form of composition which is not the object in itself, but an idea in itself, that is to say, the beginnings of a family of compositions.” 크세나키스는 동시대 작곡가인 밀튼 배비트나 아르놀트 쇤베르크처럼 듣는 사람으로 하여금 형식과 이론을 알고 있어야 되도록 만드는 작품을 쓰지 않았다.

## 참고
1. ↑  “1999”. 2011년 9월 24일에 원본 문서에서 보존된 문서. 2011년 5월 6일에 확인함. 다음 글자 무시됨: ‘ Polar Music Prize ’ (도움말)